# Vasastaden
Vasastaden (także: Vasastan) – dzielnica Sztokholmu w ramach okręgu administracyjnego Norrmalm.
Ze znaczących obiektów na terenie dzielnicy znajdują się:
- Kościół Gustawa Wazy na wzgórzu przy Odenplan (1906),
- Sabbatsbergs sjukhus (w latach 30. XX wieku największy szpital Szwecji, otwarty w 1879),
- parki: Vasaparken, Observatorielunden,
- Karlberg (stacja kolejowa)[1].